# 45-та Премія мистецтв Пексан
45-та Церемонія Премії мистецтв Пексан (кор. 제45회 백상예술대상) — відбулася в Сеулі (Олімпійський парк) 27 лютого 2009 року. Транслювалася на телеканалі SBS. Ведучими були Тхак Че Хун та Чон Мі Сон.

## Номінанти та переможці
Повний список номінантів та переможців. Переможці виділені жирним шрифтом та подвійним хрестиком ().

### Кіно
| Тесан (Велика нагорода) - Кан У Сок (режисер) — «Ворог суспільства: повернення» | |
| Найкращий фільм - «Ура! Кохання» - «Крижана квітка» - «Хороший, поганий, дивний» - «Кіно є кіно» - «Творці скандалів» | Найкраща режисерська робота - Лі Юн Ґі — «Мій дорогий ворог» - Кан У Сок — «Ворог суспільства: повернення» - Кім Чжі Ун — «Хороший, поганий, дивний» - Кім Ю Джін — «Божественна зброя» - Лі Чун Ік — «Санні»                                                            |
| Найкращий режисерський дебют - Лі Чхун Рьоль — «Старий партнер» - Чан Хун — «Кіно є кіно» - Чон Чон Хва — «Загубити і знайти» - Кан Хьон Чхоль — «Творці скандалів» - Лі Кьон Мі — «Пані Морква» | Найкращий сценарій - Кан Хьон Чхоль — «Творці скандалів» - Чан Джін — «Ворог суспільства: повернення» - Кім Кі Дук — «Кіно є кіно» - Кім Йон Нам — «Мій друг та його дружина» - Пак Юн — «Ура! Кохання»                                                                  |
| Найкраща чоловіча роль - Чу Чін Мо — «Крижана квітка» як король - Ха Чон У — «Мій дорогий ворог» як Чо Пьон Ун - Кім Чу Хьок — «Моя дружина знов одружилася» як Но Ток Хун - Соль Кьон Ґу — «Ворог суспільства: повернення» як Кан Чхоль Джун - Сон Кан Хо — «Хороший, поганий, дивний» як Юн Тхе Ґу | Найкраща жіноча роль - Сон Є Джін — «Моя дружина знов одружилася» як Чу Ін А - Кон Хьо Джін — «Пані Морква» як Ян Мі Сук - Кім Хе Сук — «Ура! Кохання» як Пон Сун - Кім Мін Сон — «Портрет красуні» як Сін Юн Бок - Су Е — «Санні» як Сун І/Санні                        |
| Найкращий акторський дебют (чоловіки) - Кан Чі Хван — «Кіно є кіно» як Чан Су Тха - Со Чі Соп — «Кіно є кіно» як Лі Кан Пхе - Чха Син У — «Вперед, вперед сімдесяті» як Ман Сік - Чу Чі Хун — «Антикварна пекарня» як Кім Чін Хьок - Сон Чхан Ий — «Одного разу в Сеулі» як Тхе Хо                   | Найкращий акторський дебют (жінки) - Пак По Йон — «Творці скандалів» - Хван У Силь Хє — «Пані Морква» як Лі Ю Рі - Кім Ок Він — «Випадковий гангстер і помилкова куртизанка» як Соль Джі - Со У — «Пані Морква» як Со Чон Хі - Юн Чон Хі — «Дзвін смерті» як Чхве Су Йон |
| Нагорода за популярність (чоловіки) - Чу Чі Хун — «Антикварна пекарня» як Кім Чін Хьок | Нагорода за популярність (жінки) - Пак По Йон — «Творці скандалів» |

### Телебачення
| Тесан (Велика нагорода) - Кім Хє Джа (акторка) — «Мама смертельно сердита» | |
| Найкращий серіал - «Мама смертельно сердита» (KBS) - «Вірус Бетховена» (MBC) - «Останній скандал мого життя» (MBC) - «В ефірі» (SBS) - «Художник вітру» (SBS) | Найкраща розважальна програма - «Концерт жартів» (KBS) - «Золоте рибальство» (MBC) - «Хороша неділя» (SBS) - «Щаслива неділя» (KBS) - «Ми одружилися» (MBC) |
| Найкраща освітня програма - «Запитання без відповідей — Вибір Токдо» (SBS) - «Сльзи Арктики» (MBC) - «Таємниця теореми Піфагора» (EBS) - «Динозаври корейського півострова» (EBS) - «Люди і болота» (KBS)                                                                             | Найкраща режисерська робота - Сім У Чхоль — «В ефірі» - Чхве Чон Су — «Гурман» - Чон Иль Йон — «Мама смертельно сердита» - Лі Че Ґю — «Вірус Бетховена» - Лі Тхе Ґон — «Останній скандал мого життя»                                                                     |
| Найкращий режисерський дебют - Пу Сон Чхоль — «Зірковий коханець» - Чон Чхан Ґин — «Мій дорогоцінний ти» - Кім То Хун — «Прожектор» - Кім Кьон Хі — «Спеціальна розслідувальна група „Життя“» - Сон Хьон Сок — «Ніч за ніччю»                                                         | Найкращий сценарій - Ю Хьон Мі — «Ваги провидіння» - Хон Чін А, Хон Ча Рам — «Вірус Бетховена» - Кім Ин Сок — «В ефірі» - Кім Су Хьон — «Мама смертельно сердита» - Мун Хі Джон — «Останній скандал мого життя»                                                          |
| Найкраща чоловіча роль - Кім Мьон Мін — «Вірус Бетховена» як Кан Ма Е/Кан Кон У - Лі Джун Гі — «Ільджіме» як Лі Ґьом/Йон І/Ільджіме - Пак Йон Ха — «В ефірі» як Лі Кьон Мін - Сон Іль Гук — «Королівство вітрів» як Принц Мухюль/Темусін - Сон Син Хон — «Схід Едему» як Лі Тон Чхоль | Найкраща жіноча роль - Мун Гин Йон — «Художник вітру» як Сін Юн Бок - Хан Чі Хє — «Схід Едему» як Кім Чі Хьон - Хан Є Силь — «Тхачча» як Лі Нан Сук/Мі На - Кім Хє Джа — «Мама смертельно сердита» як Кім Хан Джа - Кім Джі Су — «Жінки Сонця» як Сін То Йон/Кім Хан Сук |
| Найкращий акторський дебют (чоловіки) - Лі Мін Хо — «Хлопці кращі за квіти» як Гу Джун Пхьо - Чон Кьо Ун — «Жінки Сонця» як Чха Тон У - Кім Бом — «Схід Едему» як 15-річний Лі Тон Чхоль - Лі Сан У — «Клуб перших дружин» як Ку Се Джу - Ом Кі Джун — «Внутрішні світи» як Сон Кю Хо | Найкращий акторський дебют (жінки) - Ім Юна — «Ти моя доля» як Чан Се Бьок - Хан Є Вон — «В ефірі» як Черрі - Хон А Рим — «Мій дорогоцінний ти» як Кім Бо Рі - Лі Йон Хі — «Схід Едему» як Кук Йон Ран/Ґрейс - Мун Чхе Вон — «Художник вітру» як Чон Хян                 |
| Найкращий учасник розважальної програми - Кім Пьон Ман — «Концерт жартів» - Лі Су Ґин — «2 дні і 1 ніч» - Юн Чон Сін — «Хороша неділя: Сімейна поїздка» - Хван Хьон Хі — «Концерт жартів» - Ю Се Юн — «Золоте рибальство»                                                             | Найкраща учасниця розважальної програми - Пак Мі Сон — «Недільна недільна ніч» - Сін Пон Сон — «Щаслива неділя» - Сон Ин І — «Наші діти змінилися» - Пак Чі Сон — «Концерт жартів» - Со Ін Йон — «Недільна недільна ніч»                                                 |
| Нагорода за популярність (чоловіки) - Кім Хьон Джун — «Хлопці кращі за квіти» як Юн Джі Ху | Нагорода за популярність (жінки) - Ім Юна — «Ти моя доля» як Чан Се Бьок |

### Особливі нагороди
| Нагороди               | Отримувач  |
| ---------------------- | ---------- |
| Нагорода за досягнення | Лі Сун Дже |